# 魏克良
魏克良（1962年1月7日—），男，汉族，福建政和人，生于南平建瓯，中华人民共和国政治人物，曾任福建省政协副主席，厦门市政协主席，中共十九大代表。现任第十四届全国政协委员、港澳台侨委员会委员